# Hinzurechnungsbesteuerung
Als Hinzurechnungsbesteuerung (im Englischen unter der Bezeichnung „controlled foreign corporation rules“ bzw. „CFC rules“ bekannt) wird die Besteuerung von Einkünften einer ausländischen Tochtergesellschaft beim inländischen Gesellschafter bezeichnet.
Sie soll verhindern, dass unbeschränkt Steuerpflichtige ihre ausländischen Einkünfte auf eine steuerrechtsfähige Gesellschaft, die ihren Sitz in einem Niedrigsteuerland hat und im Inland nicht steuerpflichtig ist, übertragen und dadurch Steuervorteile erzielen. Dabei werden unbeschränkt Steuerpflichtigen die Einkünfte (Zwischeneinkünfte) ausländischer Gesellschaften (Zwischengesellschaft) entsprechend ihrer Beteiligung hinzugerechnet (Hinzurechnungsbetrag). Die Hinzurechnung erfolgt als Kapitaleinkünfte im Rahmen einer sog. Ausschüttungsfiktion.
Grundsätzlich wird eine ausländische Tochtergesellschaft – sofern es sich um eine Kapitalgesellschaft handelt – als selbständiges Steuersubjekt gesehen. Die Einkünfte der Tochtergesellschaft unterliegen dem ausländischen Steuerrecht und werden im Ausland besteuert. Der inländischen Besteuerung unterliegen lediglich die Ausschüttungen der Tochtergesellschaft an den inländischen Gesellschafter.
Diese Regelungen ermöglichen Missbrauch. Beispielsweise könnte ein inländischer Steuerpflichtiger eine Tochtergesellschaft im niedrig besteuerten Ausland gründen und seine Anleihen dort einlegen. Die bezogenen Zinsen müsste er nur im Ausland (niedrig) versteuern, solange er sie nicht ausschüttet, sondern wieder anlegt.
Wird im Staat der ausländischen Kapitalgesellschaft keine oder nur eine vergleichsweise geringe Körperschaftsteuer erhoben, würden also durch die Verlagerung von Einkommensquellen auf Zwischengesellschaften die Einnahmen der deutschen Besteuerung entzogen.
Zur Missbrauchsabwehr wird die Trennung zwischen Gesellschafter und Gesellschaft in bestimmten Fällen durchbrochen. Dann werden die passiven Einkünfte der ausländischen Tochtergesellschaft unabhängig von der Art der Gewinnverwendung den Einkünften des inländischen Gesellschafters unmittelbar hinzugerechnet. Der Gesellschafter muss die Einkünfte der ausländischen Tochtergesellschaft (beispielsweise die bezogenen Zinsen) dann im Inland versteuern. Die im Ausland gezahlte Steuer kann üblicherweise angerechnet werden, so dass im Ergebnis das inländische Steuerniveau erreicht wird.
Durch eine derartige Hinzurechnung wird die Abschirmwirkung der ausländischen Gesellschaft von der deutschen Besteuerung beseitigt, da die ausländischen Einkünfte der nationalen Besteuerung unterworfen werden.

## Tatbestandsvoraussetzungen
Folgende Tatbestandsvoraussetzungen müssen erfüllt sein, damit die ausländischen Einkünfte beim inländischen Steuerpflichtigen angesetzt werden können, also die Hinzurechnungsbesteuerung zum Einsatz kommt:
 1. Es muss sich um eine ausländische Gesellschaft handeln:
Träger der Einkünfte muss eine ausländische Gesellschaft sein. Darunter fallen Körperschaften, Personenvereinigungen und Vermögensmassen, die weder Geschäftsleitung noch Sitz in der Bundesrepublik haben und die nicht von der Körperschaftsteuerpflicht ausgenommen sind (ausländische Gesellschaft). Aus der Hinzurechnungsbesteuerung scheiden demnach alle natürlichen Personen und alle Formen der Mitunternehmerschaft aus. Treten Meinungsverschiedenheiten über die Qualifikation einer Gesellschaft als Kapitalgesellschaft oder Personengesellschaft auf, wird darüber nach den Kriterien des deutschen Gesellschaftsrechts mittels eines Typenvergleichs entschieden.
 2. Sie muss durch inländische Gesellschafter beherrscht werden:
Inländischer Gesellschafter kann jede unbeschränkt steuerpflichtige natürliche oder juristische Person sein. Hält eine Personengesellschaft die Anteile an der ausländischen Gesellschaft, gelten deren Gesellschafter als unmittelbar an der ausländischen Gesellschaft beteiligt.
Beherrschung ist gegeben, wenn den inländischen Gesellschaftern mehr als die Hälfte der Anteile oder der Stimmrechte an der ausländischen Gesellschaft gehören.
 3. Die ausländische Gesellschaft muss Einkünfte aus passivem Erwerb erzielen:
Einkünfte, die nicht im Katalog der aktiven Einkünfte zu finden sind, sind demnach solche aus passivem Erwerb (sog. Zwischeneinkünfte). Jede wirtschaftliche Tätigkeit der ausländischen Gesellschaft muss gesondert auf die Anwendung der Katalogvorschrift hin untersucht werden.
Folgende Einkünfte gelten als aktive Einkünfte:
- Einkünfte aus Land- und Forstwirtschaft
- Einkünfte aus industrieller Tätigkeit
- Einkünfte aus dem Betrieb von Kreditinstituten und Versicherungsunternehmen, wenn diese Unternehmen einen in kaufmännischer Weise eingerichteten Geschäftsbetrieb unterhalten, also eine ausreichende personelle und sachliche Ausstattung haben.
- Einkünfte aus dem Handel
- Einkünfte aus Dienstleistungen
- Einkünfte aus Vermietung und Verpachtung
- Einkünfte aus der Aufnahme und Ausleihe von Auslandskapital
- Gewinnausschüttungen von Kapitalgesellschaften
- Einkünfte der ausländischen Gesellschaft aus Anteilsveräußerungen, Auflösungen und Kapitalherabsetzungen

Die festgestellten passiven Einkünfte werden dem inländischen Gesellschafter entsprechend seiner Hinzurechnungsquote hinzugerechnet (Hinzurechnungsbetrag). Die Hinzurechnungsquote errechnet sich nach der unmittelbaren Beteiligung des einzelnen inländischen Gesellschafters am Nennkapital der ausländischen Gesellschaft oder nach den Stimmrechten.
Der inländische Steuerpflichtige wird so behandelt, als würde unmittelbar nach dem Ende des Wirtschaftsjahres der Zwischengesellschaft eine Vollausschüttung vorgenommen werden. Der Hinzurechnungsbetrag führt zu Einkünften aus Kapitalvermögen oder zu Einkünften aus Gewerbebetrieb bzw. selbständiger Arbeit, wenn die Beteiligung in einem Betriebsvermögen gehalten wird.
 4. Die passiven Einkünfte müssen niedrig besteuert werden:
Eine niedrige Besteuerung liegt vor, wenn die Ertragsteuerbelastung der in die Belastungsberechnung einzubeziehenden Hinzurechnungseinkünfte unter 15 % liegt. Eine niedrige Besteuerung liegt aber auch dann vor, wenn Ertragsteuern von mindestens 15 % zwar rechtlich geschuldet, jedoch tatsächlich nicht erhoben werden. Maßgeblich ist mithin die tatsächlich festgesetzte Steuer und nicht der nach Gesetz abstrakt entstandene Steueranspruch der ausländischen Staaten.
 5. Die ausländische Gesellschaft darf keine EU/EWR-Gesellschaft sein.
 6. Die Freigrenze muss überschritten werden.
Tatbestände der Hinzurechnungsbesteuerung wirken sich auch auf Beteiligungen an ausländischen Personengesellschaften oder Betriebsstätten aus. Rechtsfolge ist hierbei allerdings der Wechsel von der Steuerfreistellung auf die Steueranrechnungsmethode.
Für Deutschland wird die Hinzurechnungsbesteuerung im vierten Teil des Außensteuergesetzes geregelt. Hinzurechnungsbesteuerung gibt es auch in Dänemark, Finnland, Portugal, Großbritannien, Frankreich, Italien, Schweden, den USA, Neuseeland und Japan sowie einigen weiteren Staaten. Die Ausgestaltung der Hinzurechnungsbesteuerung ist von Staat zu Staat äußerst unterschiedlich. Der Fachausdruck lautet CFC – Controlled Foreign Companies.

## Zeitpunkt
Die Hinzurechnungsbesteuerung greift bereits in dem Jahr, in dem die ausländische Gesellschaft die Einkünfte erzielt. Sie gelten nach Ablauf des maßgebenden Wirtschaftsjahres der ausländischen Gesellschaft als zugeflossen.

## Europarechtliche Aspekte
Nach der Rechtsprechung des Europäischen Gerichtshofs (EuGH) verstößt die Hinzurechnungsbesteuerung gegen die Niederlassungsfreiheit; sie ist also gegenüber ausländischen Gesellschaften mit Sitz in der EU und im Europäischen Wirtschaftsraum (EWR) nur zulässig, soweit eine ausländische Tochterkapitalgesellschaft, an der sich ein deutscher Anteilseigner beteiligt hat, nicht als „Niederlassung“ im europarechtlichen Sinne angesehen werden kann. Eine „Niederlassung“ ist aber bereits dann gegeben, wenn eine solche Gesellschaft in ihrem Sitzland eine eigene echte wirtschaftliche Tätigkeit entfaltet. Daher wird europarechtlich die Anwendung der Hinzurechnungsbesteuerung bei Beteiligungen an europäischen Gesellschaften nur geduldet, wenn diese Beteiligung als rein künstliche Gestaltung angesehen werden kann. Was unter einer rein künstlichen Gestaltung zu verstehen ist, ist bislang nicht ausreichend geklärt. Es genügt aber jedenfalls nicht, dass die Muttergesellschaft die Tätigkeit der Tochtergesellschaft auch selbst hätte ausüben können; denn das würde die vom EG-Vertrag garantierte Freiheit, eben auch Tochterkapitalgesellschaften gründen zu dürfen, im Kern negieren. Der deutsche Gesetzgeber hat der Problematik dadurch Rechnung getragen, dass er die Hinzurechnungsbesteuerung insoweit für unanwendbar erklärt, wenn der Anteilseigner nachweist, dass er an einer Gesellschaft in der EU oder im EWR beteiligt ist, deren Tätigkeit bestimmte Kriterien erfüllt.
Der Europäische Gerichtshof hat in der Cadbury-Schweppes-Entscheidung die Hinzurechnungsbesteuerung für rechtmäßig erklärt. Sie sei mit der Niederlassungsfreiheit vereinbar. Voraussetzung sei allerdings, dass auch objektiv ein Missbrauch zur Ausnutzung unterschiedlicher Besteuerungsniveaus vorliege.